# Wallfahrtskirche Gwabl

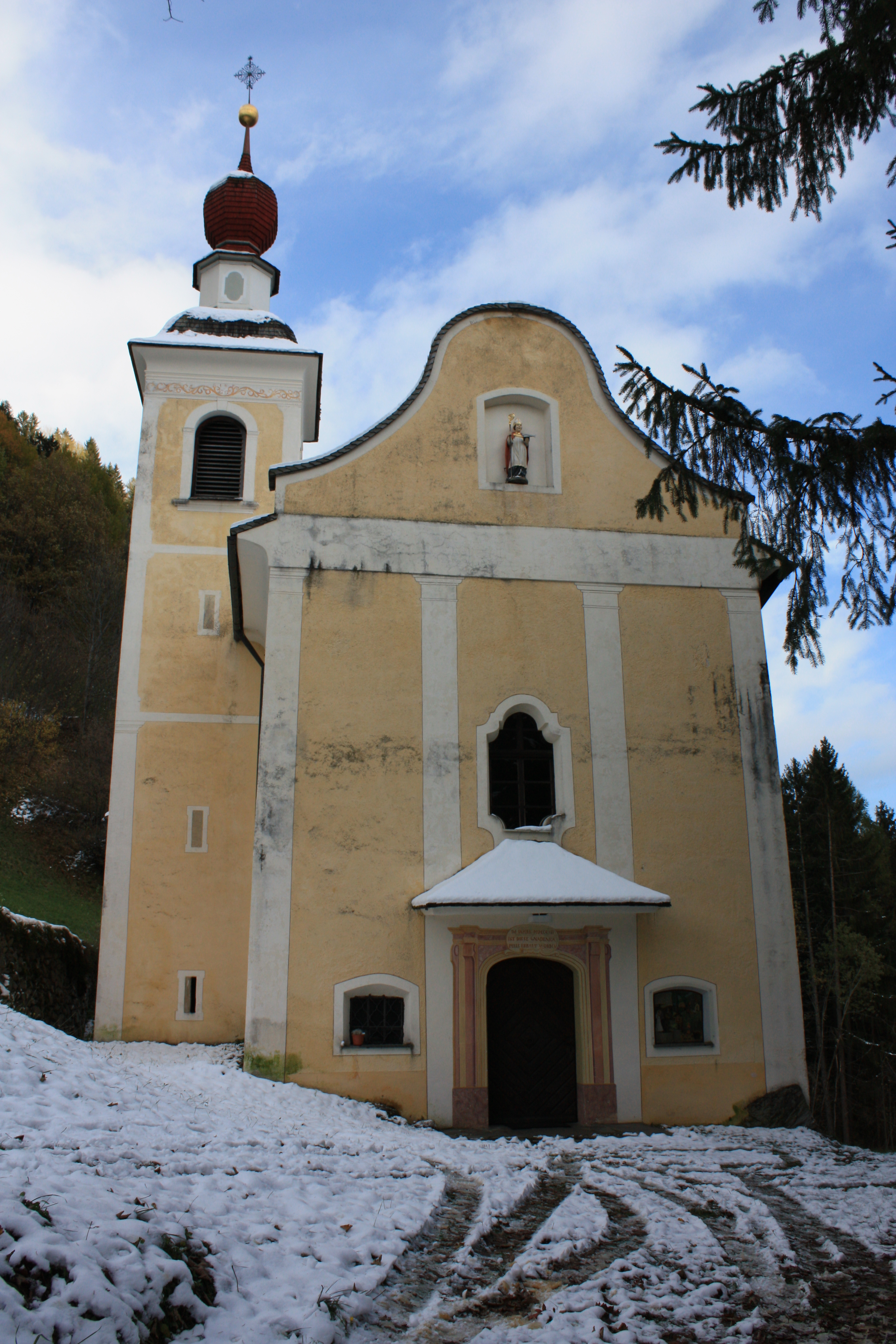
Wallfahrtskirche Mariä Heimsuchung in Gwabl in Ainet

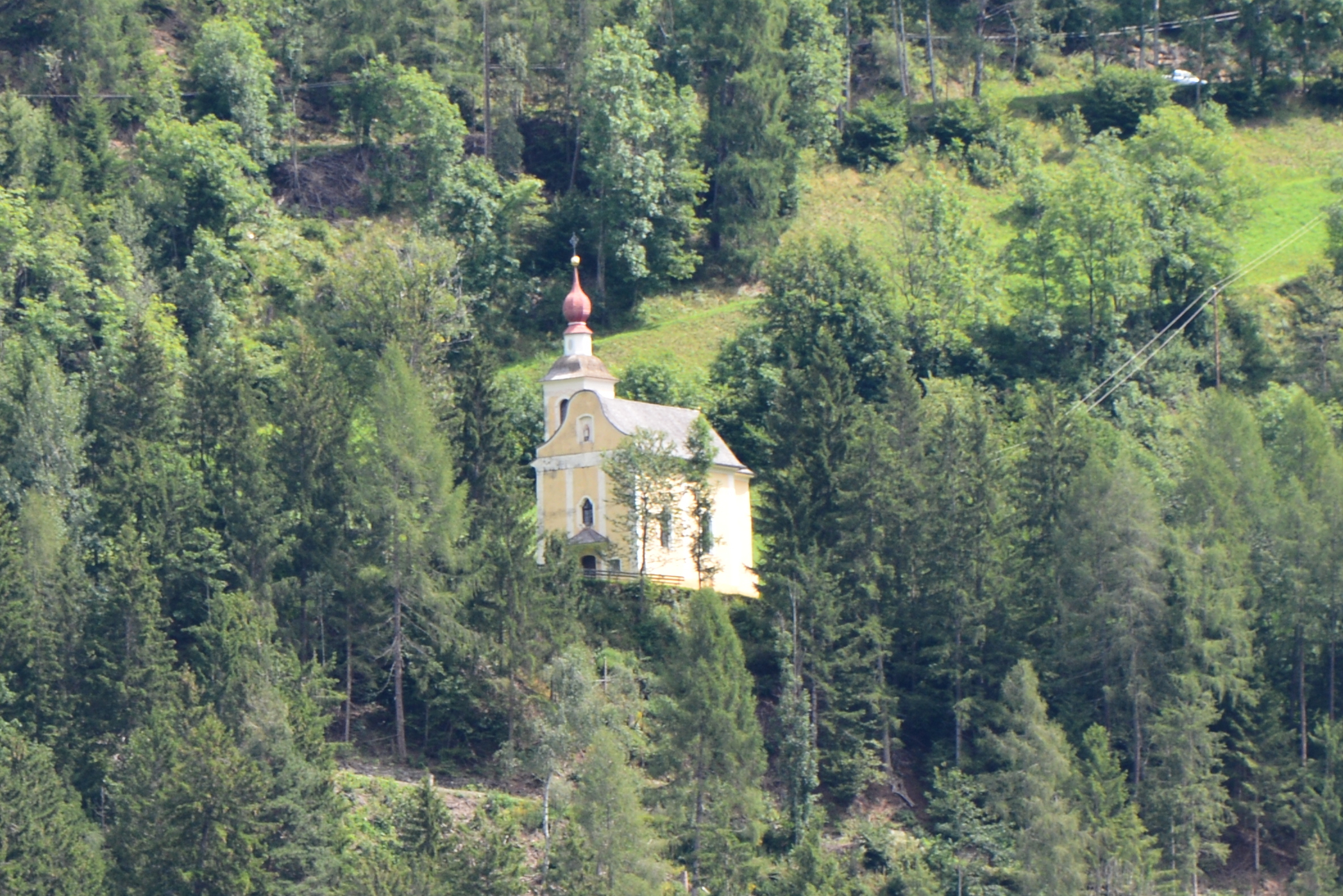
Blick auf die Wallfahrtskirche von der gegenüberliegenden Talseite

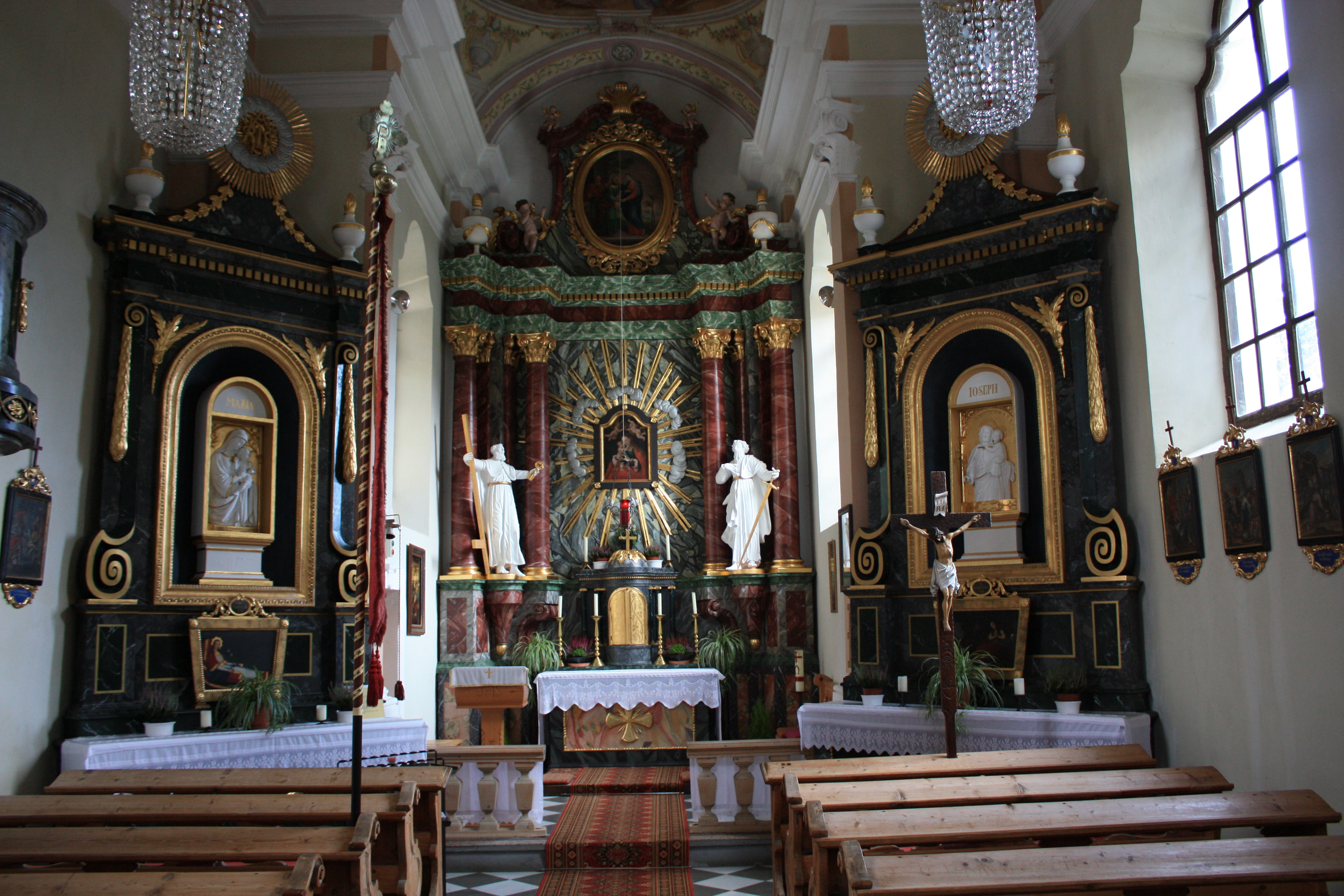
Langhaus, Blick zum Chor

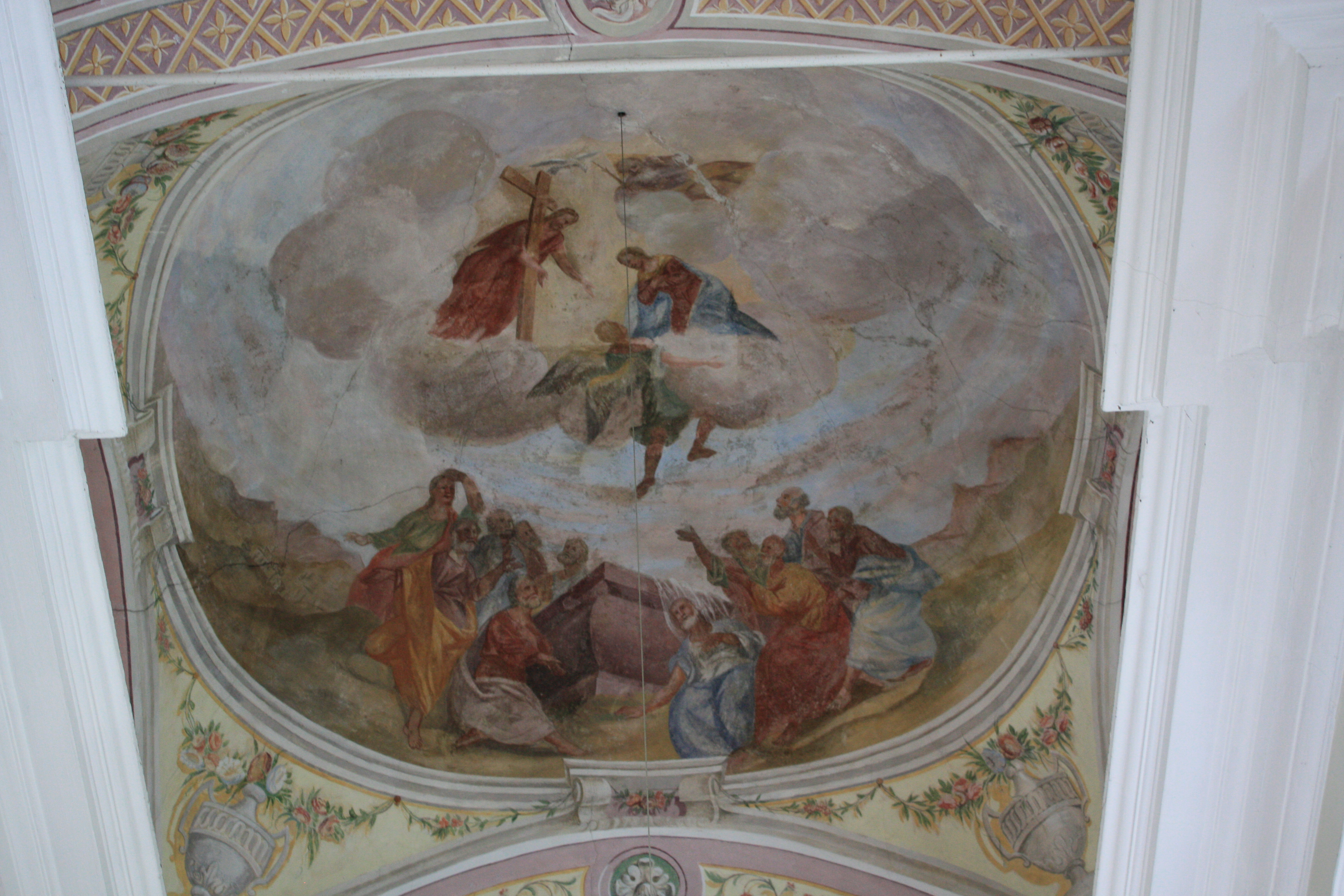
Deckenmalerei im Chor

Die Wallfahrtskirche Gwabl steht am Ende eines Kreuzweges einsam hoch über der Talsohle in der Ortschaft Gwabl in der Gemeinde Ainet im Bezirk Lienz im Bundesland Tirol. Die auf das Fest Mariä Heimsuchung geweihte römisch-katholische Filialkirche der Pfarrkirche Ainet gehört zum Dekanat Lienz der Diözese Innsbruck. Die Kirche steht unter Denkmalschutz (Listeneintrag).

## Geschichte
Die regional bedeutende Marienwallfahrt geht ins 18. Jahrhundert zurück. Der Legende zufolge sollen Hirten ein Mirakelbild in einem Strauch gefunden haben. Das älteste erhaltene Votivbild stammt von 1746. Ihre Blütezeit hatte die Wallfahrt um 1800.
Urkundlich wurde die Kirche 1722 genannt. Die Kirche wurde ab der Mitte des 18. Jahrhunderts mit Ausnahme des Turmes neu erbaut und 1807 fertiggestellt.

## Architektur
Der klassizistische Kirchenbau mit einem barocken Nordturm steht am Ende eines Weges mit gemauerten Kreuzwegstationen.
An das schlichte Langhaus schließt ein abgesetzter Chor mit einem geraden Schluss an. Der Kirchenbau unter einem steilen Satteldach zeigt ausgerundete Kanten im oberen Bereich der Fassaden. Die Hauptfront mit einem geschwungenen Giebel zeigt eine Pilastermalerei. Über dem flachbogigen Hauptportal nennt eine Inschrift 1807, darüber steht in einer Wandnische die Figur hl. Ulrich aus dem 15. Jahrhundert. Der nordseitig am Langhaus stehende Turm zeigt eine Stockwerkgliederung, rundbogige Schallfenster, er trägt eine Zwiebelhaube mit Laterne und nennt 1752. Der Sakristeianbau steht östlich am Turm.
Das Kircheninnere zeigt sich als einschiffiges zweijochiges Langhaus unter einem Tonnengewölbe mit Stichkappen auf Pilastern. Der Triumphbogen ist rundbogig. Der eingezogene Chor unter einem Kuppelgewölbe hat einen geraden Schluss. Längsseitig hat das Langhaus und der Chor ein kräftiges doppeltes Kranzgesims. Die Empore mit einer geschwungenen Brüstung steht auf Säulen.
Die Gewölbemalereien schuf Christoph Brandstätter der Ältere am Anfang des 19. Jahrhunderts, sie zeigen Dekorationsmalerei mit Vasen und Kränzen, sowie im Langhaus Vermählung Mariä, seitlich Verkündigung und Tempelgang, in den Stichkappen Evangelisten, im Chor Mariä Himmelfahrt mit den Zwölf Aposteln.

## Ausstattung
Der Hochaltar aus 1836 hat einen Säulenaufbau mit verkröpftem Gebälk, Vasen, Putti, und einem Volutenaufsatz, er zeigt zentral das Gnadenbild Mariahilf und im Aufsatz das Bild Mariä Heimsuchung, er trägt seitlich die Statuen Peter und Paul in einer Alabasterfassung aus der zweiten Hälfte des 17. Jahrhunderts.
Die Seitenaltäre zeigen links das Relief hl. Maria und darunter das Bild hl. Philomena, rechts das Relief hl. Josef und darunter das Bild hl. Magdalena. Die Kanzel aus dem Anfang des 19. Jahrhunderts zeigt Empire-Ornamente und am Kanzeldach die Statue Guter Hirte. Auf der Empore befindet sich das Bild Kreuzabnahme des Malers Georg Egger 1868. Die Kreuzwegstationen entstanden um 1800. Es gibt Votivtafeln.